# ホンダ・NS
ホンダNS（エヌエス）は、本田技研工業がかつて製造発売したオートバイのシリーズ商標である。

## 概要
1980年代半ばから製造された水冷2ストロークエンジンを搭載するロードスポーツのシリーズ商標で排気量別に50 cc・125 cc・250 cc・400 ccクラスモデルが製造販売されていたが、自動車排出ガス規制の影響により1999年のNS-1を最後に生産を終了した。

## 排気量別モデル解説
いずれのモデルも上述した水冷2ストロークエンジンのほか、共通事項として6速マニュアルトランスミッション仕様。さらにサスペンションは前輪がテレスコピック、後輪がプロリンク式スイングアームで、フレームは50 ccモデルがセミダブルクレードル型となるほかは、ダブルクレードル型を採用する。

### 50 ccクラスモデル
排気量49 ccの原動機付自転車に分類されるモデルで以下の3モデルが設定された。詳細についてはそれぞれのリンク先を参照のこと。
- NS50F/R
- NS-1

### NS125R

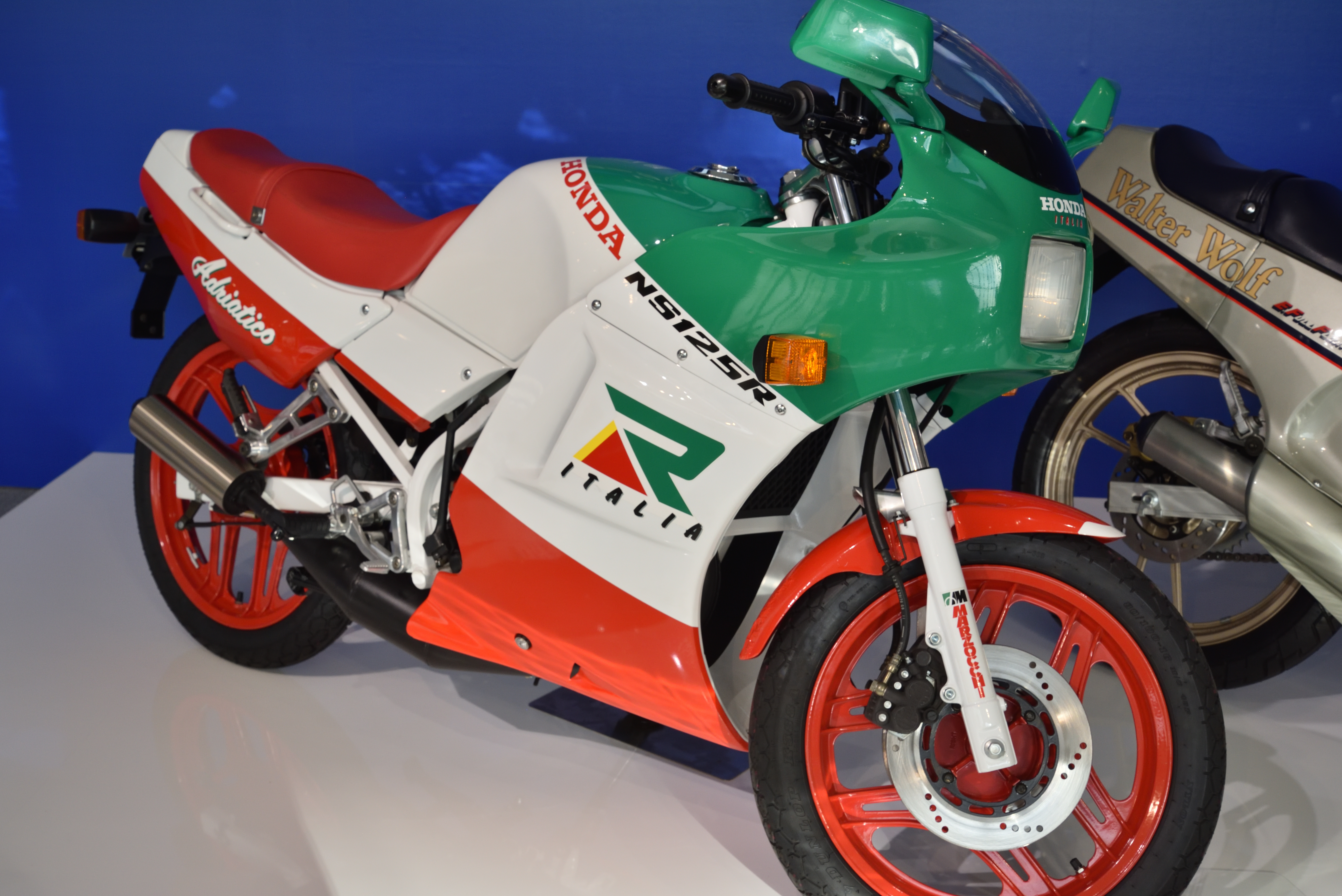
NS125R

型式名TC01。イタリア現地法人のホンダ・イタリア・インダストリアーレ（HONDA ITALIA INDUSTRIALE S.P.A.）が製造し、ヨーロッパ内のみで販売されていたモデルで、1987年7月1日から500台限定で日本国内向け仕様を正規輸入し販売することを同年5月11日に発表された。
単気筒エンジンのシリンダーは優れた耐摩耗性をもつジラルドーニ製としたほか、フレームはベルリッキ、キャブレターはデロルト、マフラーはソルファー、キャストホイールはグリメカ、タイヤはピレリ、リヤショックアブソーバーはマルゾッキとすべてイタリアのメーカーにより供給された。

### NS250R/F

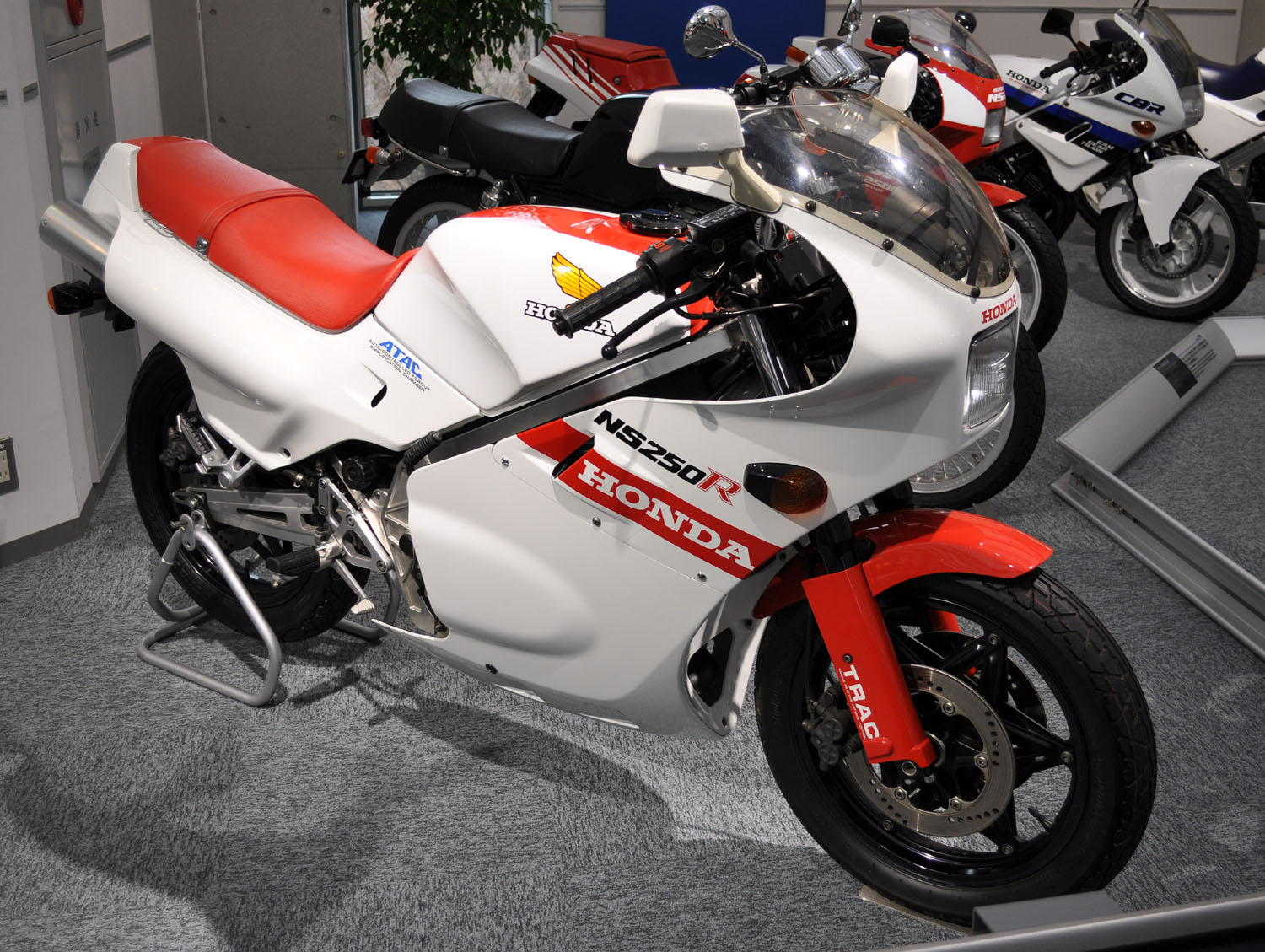
NS250R
ホンダコレクションホール所蔵車

1984年4月25日発表、同年5月25日発売。フルカウルを装着するレーサーレプリカタイプがNS250R、ネイキッドがNS250Fで型式名は共にMC11。
HRC製レーシングマシンRS250Rと同時開発され、搭載される排気量248 ccのMC11E型90°バンクV型2気筒エンジンはクランクケースならびに内径x行程が同一であるほか、以下の基本設計を共用する。
- NSシリンダー - ポートタイミングのみ変更
- マニュアルトランスミッション - ギア比変更
- キャブレター・リードバルブ - 口径のみダウン
- フレーム - 角型断面構造ならびに骨格のみ共用

このほか、NS500用に低中速域でのトルクアップを目的に開発された排気管容量可変システムATACや急ブレーキ時のフロントフォーク減衰力調整機構 TRACなどを装備する。
またFはRより価格が10万円ほど安いが、単純にカウルを除去しただけではなく、以下に示す仕様の相違がある。
- フレーム - R：アルミニウム製 F：スチール製
- ホイール - R：NSコムスター F：ブーメランコムスター
- キャブレター型式 - R：TA06 F：TA07
- ダブルホーン・リヤフャークスタビライザー - Fのみ装着

1986年1月21日には、1985年度ロードレース世界選手権でフレディ・スペンサーの500 cc・250 cc両クラス制覇を記念したレプリカのロスマンズカラーモデルを同月22日から4,000台限定で発売されたのを最後に、NSR250Rにフルモデルチェンジされた。

### NS400R

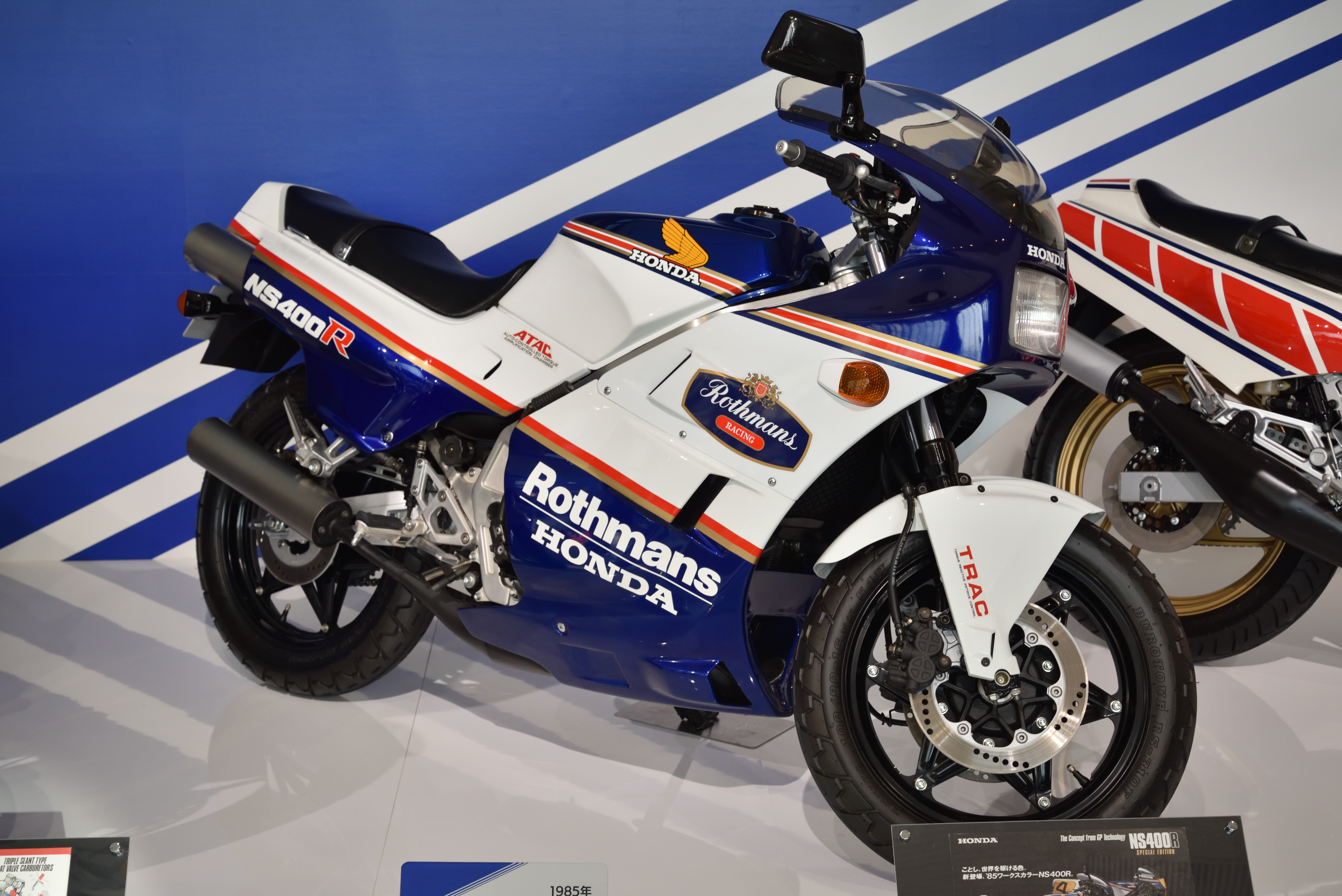
NS400R
ホンダコレクションホール所蔵車

1985年4月19日発表、同年5月10日発売。型式名NC19。
発売が中止になったMVX400Fを全面的に設計を見直した上で1983 - 1984年度に2年連続ロードレース世界選手権500 ccクラスメーカーチャンピオンを獲得したレーシングマシンNS500に用いられた最新技術の数々を投入して開発されたモデルである。
排気量387 ccのNC19E型90°バンクV型3気筒エンジンは前バンク2気筒・後バンク1気筒配置とし、前バンクシリンダーのみにATACを装備する。
車体設計はNS250Rを踏襲し、エンジン周辺のサイズを変更ならびに重量と出力の増加に対応して各部の強度を向上。車体色はホンダレーシングカラーのトリコロールと、1985年度ロードレース世界選手権500 cc・250 cc両クラスのスポンサーであったロスマンズカラーの2種類が存在した。
※　最初の車検時に騒音対策のためマフラーをリコール。表向きにはそうアナウンスされたが、自主規値59馬力を大幅に上回る出力を出していたためである。関係者の話として、輸出用をそのまま付けていた、と言うのもあった。

## 諸元
※本項では125・250・400モデルについて記載する。
| 車名                   | NS125R                              | NS250F                              | NS250R                              | NS400R                              |
| 型式                   | TC01                                | MC11                                | MC11                                | NC19                                |
| 全長（m）              | 2.000                               | 2.005                               | 2.005                               | 2.025                               |
| 全幅（m）              | 0.720                               | 0.720                               | 0.720                               | 0.720                               |
| 全高（m）              | 1.140                               | 1.040                               | 1.125                               | 1.125                               |
| 最低地上高（m）        | 0.160                               | 0.145                               | 0.135                               | 0.135                               |
| ホイールベース（m）    | 1.350                               | 1.375                               | 1.375                               | 1.385                               |
| シート高（m）          | 0.780                               | 0.780                               | 0.780                               | 0.780                               |
| 車両重量（kg）         | 130.5                               | 161                                 | 161                                 | 183                                 |
| 最低回転半径（m）      | 2.6                                 | 2.8                                 | 2.8                                 | 2.9                                 |
| 50 km/h定地走行燃費    | 43.0 km/L                           | 36.0 km/L                           | 36.0 km/L                           |                                     |
| 60 km/h定地走行燃費    |                                     |                                     |                                     | 27.0 km/L                           |
| 原動機型式名           | TC01E                               | MC11E                               | MC11E                               | NC19E                               |
| 冷却・行程             | 水冷2ストロークピストンリードバルブ | 水冷2ストロークピストンリードバルブ | 水冷2ストロークピストンリードバルブ | 水冷2ストロークピストンリードバルブ |
| シリンダー配置         | 単気筒                              | 90°バンクV型2気筒                   | 90°バンクV型2気筒                   | 90°バンクV型3気筒                   |
| 総排気量               | 124 cc                              | 248 cc                              | 248 cc                              | 387 cc                              |
| 内径 × 行程（mm）      | 56.0 × 50.6                         | 56.0 × 50.6                         | 56.0 × 50.6                         | 57.0 × 50.6                         |
| 圧縮比                 | 6.5                                 | 7.0                                 | 7.0                                 | 6.7                                 |
| キャブレター           | デロルト製                          | TA07                                | TA06                                | TA09                                |
| 最高出力               | 22 PS / 10,500 rpm                  | 45 PS / 9,500 rpm                   | 45 PS / 9,500 rpm                   | 59 PS / 8,500 rpm                   |
| 最大トルク             | 1.7 kg-m / 8,500 rpm                | 3.6 kg-m / 8,500 rpm                | 3.6 kg-m / 8,500 rpm                | 5.1 kg-m / 8,000 rpm                |
| 始動方式               | キックスターター                    | キックスターター                    | キックスターター                    | キックスターター                    |
| 点火装置               | CDI                                 | CDI式マグネット                     | CDI式マグネット                     | CDI式マグネット                     |
| 潤滑方式               | 強制ウエットサンプ                  | 分離潤滑                            | 分離潤滑                            | 分離潤滑                            |
| 潤滑油容量             | 1.2 L                               | 1.7 L                               | 1.7 L                               | 2.0 L                               |
| 燃料タンク容量         | 14.5 L                              | 19.0 L                              | 19.0 L                              | 19.0 L                              |
| クラッチ               | 湿式多板                            | 湿式多板                            | 湿式多板                            | 湿式多板                            |
| 変速方式               | 左足動式リターン                    | 左足動式リターン                    | 左足動式リターン                    | 左足動式リターン                    |
| 変速機                 | 常時噛合6段                         | 常時噛合6段                         | 常時噛合6段                         | 常時噛合6段                         |
| 1速                    | 2.833                               | 2.800                               | 2.800                               | 2.500                               |
| 2速                    | 1.764                               | 1.800                               | 1.800                               | 1.714                               |
| 3速                    | 1.300                               | 1.375                               | 1.375                               | 1.333                               |
| 4速                    | 1.090                               | 1.153                               | 1.153                               | 1.111                               |
| 5速                    | 0.958                               | 1.000                               | 1.000                               | 0.965                               |
| 6速                    | 0.864                               | 0.900                               | 0.900                               | 0.866                               |
| 1次減速比              | 3.722                               | 2.481                               | 2.481                               | 2.481                               |
| 2次減速比              | 2.692                               | 2.800                               | 2.800                               | 2.500                               |
| フレーム形式           | ダブルグレードル                    | ダブルグレードル                    | ダブルグレードル                    | ダブルグレードル                    |
| フロントサスペンション | テレスコピック                      | テレスコピック（円筒空気ばね併用）  | テレスコピック（円筒空気ばね併用）  | テレスコピック（円筒空気ばね併用）  |
| リヤサスペンション     | プロリンク式スイングアーム          | プロリンク式スイングアーム          | プロリンク式スイングアーム          | プロリンク式スイングアーム          |
| キャスター             | 26°30′                              | 27°15′                              | 27°15′                              | 27°05′                              |
| トレール（mm）         | 87.0                                | 100.0                               | 100.0                               | 100.0                               |
| タイヤ（前）           | 3.25-16R                            | 100/90-16 54S                       | 100/90-16 54S                       | 100/90-16 54H                       |
| タイヤ（後）           | 3.50-18R                            | 110/90-17 60S                       | 110/90-17 60S                       | 110/90-17 60H                       |
| 前輪ブレーキ           | 油圧式ダブルディスク                | 油圧式ダブルディスク                | 油圧式ダブルディスク                | 油圧式ダブルディスク                |
| 後輪ブレーキ           | 機械式ドラム                        | 油圧式シングルディスク              | 油圧式シングルディスク              | 油圧式シングルディスク              |
| 標準現金価格           | 379,000円                           | 429.000円                           | 539,000円                           | 629,000円                           |
| ---------------------- | ----------------------------------- | ----------------------------------- | ----------------------------------- | ----------------------------------- |